# Królowie Sparty
Królowie Sparty – władcy Sparty, polis położonej w Lakonii, na południu Peloponezu.

## Królowie
Pierwszym królem był Aristodeomos, według tradycji potomek Heraklesa, który w losowaniu pomiędzy doryckimi wodzami ok. 1120 p.n.e. otrzymał Lakonię. Jego synowie bliźniacy mieli odziedziczyć władzę po ojcu, dając początek dwóm dynastiom królów Sparty – Agiadom i Eurypontydom – sprawującym władzę jednocześnie.
Agiadzi (Eurystenidzi)
| Król        | Okres panowania  | Król             | Okres panowania  | Król           | Okres panowania  |
| ----------- | ---------------- | ---------------- | ---------------- | -------------- | ---------------- |
| Agis I      | IX w. p.n.e.     | Anaksandros      | 690 - 650 p.n.e. | Kleombrotos I  | 380 - 371 p.n.e. |
| Echestratos | IX w. p.n.e.     | Eurykratidas     | 650 - 600 p.n.e. | Agesipolis II  | 371 - 370 p.n.e. |
| Labatos     | IX w. p.n.e.     | Leon             | 600 - 560 p.n.e. | Kleomenes II   | 370 - 309 p.n.e. |
| Doryssos    | 988 - 959 p.n.e. | Anaksandridas II | 560 - 520 p.n.e. | Areus I        | 309 - 265 p.n.e. |
| Agesilaos I | 959 - 885 p.n.e. | Kleomenes I      | 520 - 490 p.n.e. | Akrotatos      | 265 - 262 p.n.e. |
| Archelaos   | 885 - 825 p.n.e. | Leonidas I       | 490 - 480 p.n.e. | Areus II       | 262 - 254 p.n.e. |
| Telektos    | 825 - 785 p.n.e. | Plejstarchos     | 480 - 459 p.n.e. | Leonidas II    | 254 - 235 p.n.e. |
| Alkamenes   | 785 - 739 p.n.e. | Plejstonaks      | 459 - 409 p.n.e. | Kleombrotos II | 244 - 243 p.n.e. |
| Polydoros   | 739 - 714 p.n.e. | Pauzaniasz       | 409 - 395 p.n.e. | Kleomenes III  | 235 - 222 p.n.e. |
| Eurykrates  | 714 - 690 p.n.e. | Agesipolis I     | 395 - 380 p.n.e. | Agesipolis III | 219 - 215 p.n.e. |

Eurypontydzi (Proklidzi)
- Prokles (XI wiek p.n.e.) – według tradycji brat bliźniak Eurystenesa, syn Aristodemosa
- Soos (XI w. p.n.e.) – jego królewskość jest podawana w wątpliwość
- Eurypon
- Prytanis (ok. 1000 p.n.e.)
- Eunomos
- Poliktydes – kolejność panowania dwóch królów z dynastii Eurypontydów nie jest jednoznacznie ustalona. Czasami podaje się kolejność: Poliktydes, Eunomos.
- Charilaos (IX wiek p.n.e.)
- Nikander
- Teopomp (ok. 757 p.n.e.)
- Anaksandridas I
- Archidamos I – kolejność, a nawet imiona królów z dynastii Eurypontydów nie są w tej części niepodważalnie ustalone. W celu dopasowania chronologii wcześniejszych królów, o których praktycznie nic nie wiadomo, do późniejszych, których daty panowania są dokładnie określone, część imion została prawdopodobnie zmyślona w starożytności i w różnych spisach jest inna. Pojawiają się jeszcze: Zeuksidamas, Anaksidamus, a nieraz nie jest uwzględniany Leotychidas I.
- Anaksilas
- Leotychidas I
- Hyppokratydas
- Agasikles
- Ariston
- Demaratos (515–491 p.n.e.)
- Leotychidas II (491–469 p.n.e.)
- Archidamos II (469–427 p.n.e.)
- Agis II (427–398 p.n.e.)
- Agesilaos II (398–360 p.n.e.)
- Archidamos III (360–338 p.n.e.)
- Agis III (338–331 p.n.e.)
- Eudamidas I (331–305 p.n.e.)
- Archidamos IV (305–275 p.n.e.)
- Eudamidas II (275–244 p.n.e.)
- Agis IV (244–241 p.n.e.)
- Eudamidas III (241–228 p.n.e.)
- Archidamos V (228–227 p.n.e.)
- Euklejdas (227–221 p.n.e.)

## Republika
Agiadowie (Eurystenidzi)
- Agesipolis III (219–215 p.n.e.) – ostatni król z dynastii Agidów

Eurypontydzi (Proklidzi)
- Likurg (219–211 p.n.e.)
- Pelops (210–206 p.n.e.) – do swej śmierci w bitwie  pod Mantineją; w praktyce Spartą rządził Machanidas, potem Nabis

Tyran
- Nabis (206–192 p.n.e.) – tyran Sparty, po jego zamordowaniu Sparta stała się częścią Związku Achajskiego